# Lobophytum cristatum
Lobophytum cristatum är en korallart som beskrevs av Tixier-Durivault 1970. Lobophytum cristatum ingår i släktet Lobophytum och familjen läderkoraller. Inga underarter finns listade i Catalogue of Life.